# رمون بار
رمون بار (فرانسوی: Raymond Barre‎؛ ‏۱۲ آوریل ۱۹۲۴ – ۲۵ اوت ۲۰۰۷) سیاست‌مدار و اقتصاددان اهل فرانسه بود. باره نخست‌وزیر فرانسه از ۲۶ اوت ۱۹۷۶ تا ۲۲ مه ۱۹۸۱ و کمیسر اروپایی از ۷ فوریه ۱۹۶۷ تا ۵ ژانویه ۱۹۷۳ بود.

## زندگی
رمون بار در سال ۱۹۲۴ در سن-دنی جزیره رئونیون فرانسه واقع در اقیانوس هند و از خانواده‌ای کاتولیک متولد شد. وی در اوت ۱۹۷۶، از سوی والری ژیسکار دستن رئیس‌جمهور فرانسه به عنوان نخست‌وزیر این کشور انتخاب شد و تا زمان انتخاب فرانسوا میتران به عنوان رئیس‌جمهور فرانسه در سمت خود باقی ماند. باره که یک اقتصاددان بود توانست در زمان نخست‌وزیری خود اصلاحات اقتصادی مد نظر خود را اجرا کند. وی همواره از سیاست‌های اقتصادی خود دفاع می‌کرد.
رمون بار پیش از نخست‌وزیری در فاصله سال‌های ۱۹۵۲ تا ۱۹۶۲ وزیر صنایع در زمان ریاست جمهوری شارل دوگل بود. وی همچنین در سال‌های ۱۹۶۷ تا ۱۹۷۳ به عنوان کمیسر اقتصادی اتحادیه اروپا فعالیت می‌کرد.
رمون بار ۲۵ اوت ۲۰۰۷ در سن ۸۳ سالگی در پاریس درگذشت.

## آثار
- اقتصاد سیاسی، ترجمهٔ منوچهر فرهنگ، تهران: سروش، ۱۳۶۷